# Willi Lorbeer
Willi Lorbeer (* 27. Januar 1915; † 19. Mai 2011 in Berlin) war ein deutscher Judoka und von 1967 bis 1980 Nachwuchs-Verbandstrainer vom Deutschen Judo-Verband. 

## Sportlaufbahn
Lorbeer begann mit dem Judotraining 1934 in Berlin. 1956 machte er die Prüfung zum 1. Dan und im November 1958 die zum 2. Dan, beides in Leipzig. Im Jahr 1961 erhielt er den 3. Dan.
Als erster Vorsitzender der Rechtskommission des Deutschen Judo-Verbandes (DJV) war er 1958 beim Aufbau des DDR-Judoverbands unmittelbar beteiligt. Ab Ende 1958 war er Mitglied der Trainerkommission.
Von 1956 bis 1965 trainierte er die Mannschaft des Armeesportklubs Vorwärts Berlin und führte sie 1959 sowie 1960 zum DDR-Mannschaftsmeistertitel. Außerdem gewannen vier seiner Judoka Europameistertitel, darunter der viermalige Titelträger Herbert Niemann. Erich Zielke war der erste Judoka aus der DDR, welcher mit einer Bronzemedaille bei den Europameisterschaften 1959 auch den ersten internationalen Judo-Titel überhaupt für die DDR gewann. Mit dem Wechsel des Armeesportklubs nach Frankfurt (Oder) übernahm sein bisheriger Stellvertreter Hubert Sturm die Position des ASK-Cheftrainers. Von 1967 an war Lorbeer Nachwuchs-Verbandstrainer des DDR-Judoverbandes (DJV). Unter seiner Fùhrung als DJV-Verbandstrainer erreichten seine Sportler 20 Europameistertitel. Bei den Judo-Europameisterschaften der U18 1971 in Leningrad gingen vier der fünf Titel an seine Sportler. 1980 legte er sein Amt mit Eintritt in den Ruhestand nieder.
Am 5. Dezember 2009 wurde ihm als erst viertem Deutschen der 9. Dan verliehen.

## Bekannte Schüler
- Alfons Neumann (viermaliger DDR-Meister im Federgewicht)[5]
- Erich Zielke (1959 Europameisterschaftsdritter im Leichtgewicht, erstmaliger Medaillengewinner des DJV bei internationalen Titelkämpfen)
- Herbert Niemann (viermaliger Europameister im Schwergewicht)[6]
- Karl-Heinz Werner (vier Bronzemedaillen bei Europameisterschaften)
- Wolfgang Zuckschwerdt (Dritter bei den Judo-Weltmeisterschaften 1973)
- Dietmar Hötger (1993 – 2000 Bundestrainer des DJB)